# Linha K do Metrocable de Medellín
A Linha K: Acevedo ↔ Santo Domingo Savio é uma das linhas em operação do Metrocable de Medellín, inaugurada no dia 7 de agosto de 2004. Estende-se por cerca de 2,07 km. A cor distintiva da linha é o verde.
Possui um total de 4 estações em operação, das quais 1 é superficial e 3 são elevadas. A Estação Acevedo possibilita integração com a Linha A do Metrô de Medellín, enquanto que a Estação Santo Domingo Savio possibilita integração com a Linha L do Metrocable de Medellín.
A linha, operada pela Empresa de Transporte Masivo del Valle de Aburrá Limitada (ETMVA), possui capacidade para transportar até 3.000 passageiros por hora em cada sentido. Atende somente o município de Medellín, situado na Região Metropolitana do Vale do Aburrá.

## Estações
| Nome                | Inauguração         | Município | Integração | Posição    | Latitude      | Longitude     |
| ------------------- | ------------------- | --------- | ---------- | ---------- | ------------- | ------------- |
| Acevedo             | 7 de agosto de 2004 | Medellín  |            | Superfície | 06° 18' 01" N | 75° 33' 30" O |
| Andalucía           | 7 de agosto de 2004 | Medellín  | -          | Elevada    | 06° 17' 47" N | 75° 33' 07" O |
| Popular             | 7 de agosto de 2004 | Medellín  | -          | Elevada    | 06° 17' 43" N | 75° 32' 53" O |
| Santo Domingo Savio | 7 de agosto de 2004 | Medellín  |            | Elevada    | 06° 17' 35" N | 75° 32' 30" O |